# Bygningsbevaring
Bygningsbevaring betegner den politiske, kulturelle og tekniske indsats for at bevare den del af kulturarven, der udgøres af arkitekturen og i bredere forstand af monumenter, arkæologiske udgravninger, tekniske anlæg og havekunst. Argumenterne for en sådan indsats kan være æstetiske, kulturhistoriske og/eller miljømæssige. En væsentlig del af bevaringsarbejdet er registreringsaktivitet. I Danmark og andre europæiske lande tager den mest vidtgående beskyttelse af disse objekter form af bygningsfredning. Selve den tekniske opretholdelse eller genskabelse af bevaringsværdierne kaldes restaurering.

## Bygningsbevaring i Danmark
I Danmark findes der ca. 300.000 bygninger, der vurderes at have høj bevaringsværdi. Heraf er kun ca. 100.000 udpeget som bevaringsværdige, mens der er godt 9.000 fredede bygninger.
Bygningsfredning varetages i Danmark af en centraliseret myndighed, Slots- og kulturstyrelsen. Styrelsen freder bygninger, efter at disse har været underkastet en vurdering i det rådgivende organ Det særlige Bygningssyn. Ingen bygning kan fredes uden Bygningssynets tilsagn, ej heller kan en fredning ophæves uden samme.  Bygninger er bygningsdele opført før år 1536 er dog uden særlig beslutning fredet efter bygningsfredningsloven. Bygninger, som tilhører folkekirken, er omfattet af deres egen lov. En håndfuld bygninger af national interesse, der var truet af forfald, er med tiden blevet overtaget af staten, fx Trekroner Fort og Salling Østergård.
Bevaringen af de ca. 300.000 bevaringsværdige bygninger er til gengæld et kommunalt ansvarsområde, der reguleres ved bevarende lokalplaner i henhold til Planloven. Tilsvarende bestemmelser kunne tidligere træffes med støtte i Kommuneplanloven (1977) og Byggeloven (1960). Bestemmelserne går typisk ud på, at bebyggelse inden for et nærmere betegnet område ikke må nedrives eller ombygges udvendigt uden den pågældende kommunalbestyrelses tilladelse. Prædikatet "bevaringsværdig" har dog ingen retsligt bindende virkninger, og bevaringen af disse bygninger afhænger helt af kommunal velvilje. Under halvdelen af de bevaringsværdige bygninger kan anses for omfattet af bevarende bestemmelser.
Allerede i 1960'erne påbegyndte Nationalmuseet udgivelsen af registranter over historiske bygninger, især i gamle bydele i købstæderne og næsten udelukkende kvarterer fra renæssancen og barokken. I 1987 iværksætte Planstyrelsen en systematisk registreringsindsats, der var mere bredspektret, og som anvendte SAVE-systemets kriterier. Denne registrering udmøntede sig i de såkaldte kommuneatlas (siden omdøbt til kulturmiljøatlas og nu kulturarvsatlas), der redegør for bevaringsværdierne i en given kommune for bygninger opført før 1940.
Såfremt en bygning skal er optaget som bevaringsværdig i en kommuneplan eller omfattet af forbud mod nedrivning i en lokalplan eller byplanvedtægt, kan der gives statslig støtte til bygningsarbejder i henhold til Byfornyelsesloven via kommunalt nedsatte bygningsforbedringsudvalg i form af lån.
Ændringen af Bygningsfredningsloven i 1997 medførte oprettelsen af regionale, faglige Kulturmiljøråd, forankret i museerne. Rådene rådgav kommunerne om bevaringsværdige bygninger, men blev nedlagt i forbindelse med strukturreformen i 2007.
Bygningsbevaring kom for alvor på dagsordenen i Danmark efter nedrivningen af to renæssancebebyggelser i København, henholdsvis De seks Søstre i 1901 og Efterslægtselskabets Skole i 1913. Blandt andre H.B. Storck og Vilhelm Lorenzen oprettede i 1907 Foreningen til Gamle Bygningers Bevaring. Et af denne forenings hovedformål var at få vedtaget en bygningsfredningslov, hvilket lykkedes i 1918. Sideløbende med denne forening opstod der i 1960'erne en lang række lokale bevaringsforeninger, hvoraf mange er tilsluttet Landsforeningen for Bygnings- og Landskabskultur. Denne forening blev etableret i 1990 som en fusion af to ældre sammenslutninger og fik i 1997 en lovfæstet ret til at rejse fredningssager i Bygningssynet, der er en parallel til Danmarks Naturfredningsforenings tilsvarende ret i sager om landskabsfredning.

## Bygningsbevaring iEuropaog globalt
På europæisk plan agiterer bl.a. organisationen Europa Nostra for bevaring af værdifulde bygninger. Bevaringsorganisationen DOCOMOMO arbejder for bevaring af modernismens bygninger og stedet. FN's organ UNESCO vedligeholder en liste over verdens kulturarv.